# Sonar thụ động
Hệ thống Sonar Thụ Động của tàu ngầm là hệ thống điều hướng và quan sát của tàu khi đi dưới biển. Nó gồm 360 chiếc ăngten được đặt ở xung quanh tàu. Những chiếc ăngten này được bố trí thành 1 vòng tròn quanh tàu, cứ mỗi độ ứng với 1 chiếc, 0 độ là mũi tàu, 180 chiếc bên mạn phải, 180 chiếc bên mạn trái. Khi tàu hoạt động dưới nước, hệ thống này phải được mở 24/24, thủy thủ sonar phải luôn luôn theo dõi trên màn hình điều hướng, cứ 5 phút phải báo cáo cho thuyền trưởng hoặc sĩ quan chỉ huy về tình hình xung quanh tàu hoặc phát hiện địa hình - địa vật dưới biển có thể gây ảnh hưởng lên hướng đi và khả năng hoạt động của tàu. Phòng trung tâm hay phòng điều hướng được đặt tại khoang 3 (khoang chỉ huy).
Hệ thống này thu âm thanh của chân vịt tàu khác hoặc các âm thanh mà tàu khác tạo ra, qua khả năng phân tích và kinh nghiệm của các thủy thủ sonar sẽ có thể biết được những mục tiêu vào tầm bắn của tàu là chủng loại tàu nào, hướng đi, và tốc độ của tàu.